# Петрово (Новосибирская область)
Петрово — исчезнувшая деревня в Венгеровском районе Новосибирской области России. На момент упразднения входила в состав Воробьёвского сельсовета. Исключена из учётных данных в 1987 году.

## География
Располагалась на левом берегу реки Угуйка, южнее озера Кислы, в 9 км к юго-западу от села Воробьёво.

## История
Деревня была основана в 1806 году. В 1928 году состояла из 74 хозяйств. В административном отношении являлась центром Петровского сельсовета Меньшиковского района Барабинского округа Сибирского края. В деревне располагались школа 1-й ступени.
Решением Новосибирского облисполкома от 23.04.1987 г. № 208 деревня исключена из учётных данных.

## Население
По переписи 1926 г. в деревне проживал 371 человек (180 мужчин и 191 женщина), основное население — русские.